# Tubo di Torricelli

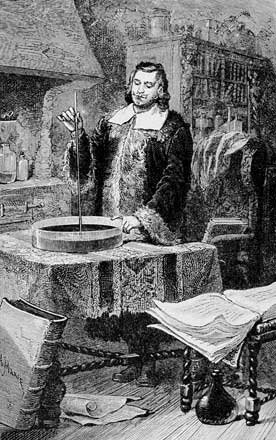
Stampa raffigurante Evangelista Torricelli mentre esegue il suo esperimento

Il tubo di Torricelli o barometro di Torricelli, chiamato così dal nome del suo inventore, Evangelista Torricelli (1608-1647), che lo ideò nel 1643, e che fu il primo strumento di misura realizzato appositamente per misurare la pressione atmosferica. È costituito da un tubo di vetro chiuso a un'estremità e aperto dall'altra, con una sezione di un centimetro quadro (la sezione del tubo è irrilevante, è sufficiente che non si tratti di un capillare e che si abbia un quantitativo di liquido sufficiente a riempire il tubo fino alla altezza adeguata) lungo un metro, riempito di mercurio, posto in una vaschetta, anch'essa contenente mercurio, in modo da creare un sistema di vasi comunicanti. La scelta di tale elemento è data dalla sua alta densità, che permette di lavorare a grandi pressioni con volumi relativamente piccoli.

## L'esperimento
L'esperimento fu realizzato da Torricelli utilizzando come strumentazione una bacinella riempita di mercurio e un tubo di vetro (non capillare) lungo circa 1 metro, chiuso ad un estremo e completamente riempito di mercurio anch'esso. Inserendo il tubo, dalla parte aperta, nella bacinella, accade che il mercurio presente nel tubo non si svuota completamente nel contenitore, bensì si ferma ad un'altezza di 760 millimetri (76 centimetri). Questo succede perché il mercurio nella bacinella è soggetto alla pressione dell'aria e, considerando il mercurio un fluido incomprimibile, essendo a temperatura ambiente un liquido, si determina una spinta  contrastante verso l'alto all'interno della colonna di mercurio nel tubo, in accordo con la Legge di Stevino. Allora il mercurio presente nel tubo scenderà ad una quota {\displaystyle z} rispetto a una quota del mercurio nella bacinella che consideriamo nulla {\displaystyle z_{0}=0}.

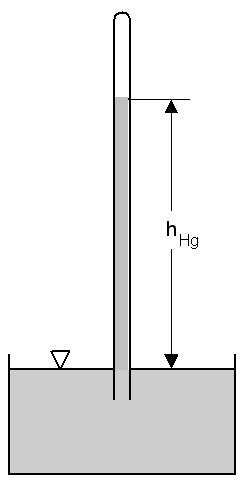
Schema dell'apparato strumentale dell'esperimento

L'esperimento allora può essere utile per determinare la pressione che il mercurio subisce da parte dell'aria patm sfruttando la Legge di Stevino:
{\displaystyle p=p_{0}+\rho g(z-z_{0})}
Posto l'asse verticale {\displaystyle z} rivolto verso l'alto e il vettore g rivolto verso il basso, allora si ricava che la pressione che esercita l'aria sul mercurio è:
{\displaystyle p_{atm}=p_{vap}+\rho _{Hg}gh}
patm: pressione atmosferica presente al livello del pelo libero della bacinella.
pvap: pressione del mercurio nell'estremità superiore del tubo, anche detta pressione del vapore saturo di mercurio. 
ρHg: densità del mercurio, che vale per T=0° ρHg = 13.6 × 103 Kg m3.
g modulo dell'accelerazione di gravità dove considerandolo con buona approssimazione costante vale g = 9.81 m s2.
h quota alla quale arriva il mercurio nel tubo di Torricelli, a livello del mare questa vale h=76×10-2 m.
Considerando la pressione del vapore saturo di mercurio pvap {\displaystyle \ll } patm, allora si definisce 1 Atm in relazione all'unità di misura Pascal, abbreviata Pa, come:
1 Atm = 13.6×103 × 9.81 × 76×10-2 Pa.
Da ciò segue che:
1 Atm = 1.013×105 Pa.

## Risultati

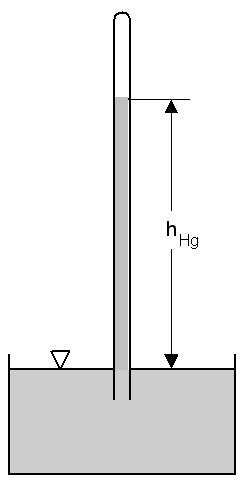
Schema del barometro di Torricelli

Torricelli misurò l'altezza che la colonna di mercurio aveva raggiunto, pari a 760 mm, e dedusse che il peso di questa colonna era antagonista a una forza. Ipotizzò che la forza che sostiene il liquido (mercurio nel caso di Torricelli e acqua nel caso studiato da Galileo Galilei) fosse da ricercare non all'interno del vaso, ma all'esterno, ossia nel peso esercitato dall'aria sulla superficie del liquido, deducendo che il peso dell'aria controbilancia quello del mercurio. La misurazione fatta da Torricelli inoltre era in accordo con quella di Galileo: dato che la densità del mercurio è 13,6 volte maggiore della densità dell'acqua, la colonnina di mercurio si attesta ad un'altezza 13,6 volte più in basso della colonnina dell'acqua usata da Galileo. Una colonna d'acqua alta 10,7 metri corrisponde a 76 cm di mercurio. La corrispondenza tra le due misure deriva da una proporzionalità inversa tra le altezze e le densità:
hH20 : hHg = dHg : dH20
da cui si può ricavare l'altezza dell'acqua:
{\displaystyle h_{\mathrm {H20} }={\frac {0,76\ \mathrm {m} \cdot 13,6{kg/dm^{3}}}{1{kg/dm^{3}}}}=10,336\ \mathrm {m} }.

## Conseguenze
L'esperienza di Torricelli suscitò due domande:  cosa sostiene il mercurio e qual è la natura dello spazio che si viene a creare nella parte superiore del tubo.
Gli aristotelici e i cartesiani negavano l'esistenza del vuoto, anche se i secondi ammettevano l'esistenza della pressione atmosferica; inoltre Torricelli considerò la sua esperienza parzialmente fallita perché non si era prefissato di far semplicemente il vacuo, ma di costruire semplicemente uno strumento che misurasse la pressione esercitata dall'atmosfera; considerò anche un parziale fallimento pure il fatto che lo strumento si rivelasse sensibile alla temperatura. Solo più tardi si riuscì a capire che pressione atmosferica e temperatura erano in stretta correlazione, arrivando a sfruttare il barometro per interpretare e prevedere i fenomeni meteorologici.